# Panzer VII Löwe
Il Panzer VII Löwe, abbreviazione della dicitura completa Panzerkampfwagen VII Löwe, è un progetto di carro armato superpesante portato avanti dalla Germania nazista a metà della seconda guerra mondiale. Pensato nei primi mesi del 1942 come risposta alle macchine pesanti sovietiche, il Panzer VII fu proposto in almeno tre versioni principali e in varie altre impostazioni, senza tuttavia riscuotere l'approvazione dei comandi dell'esercito. Delle due versioni infine accettate, una detta leichte ("leggera") e l'altra schwere ("pesante"), non fu mai costruito un prototipo.
Il veicolo fu infine ripreso dal Propagandaminister Joseph Goebbels quale una delle declamate Wunderwaffen.

## Storia

### Sviluppo
Il 22 giugno 1941 la Germania avviò la vasta Operazione Barbarossa con l'obiettivo di distruggere l'Unione Sovietica: le grandi battaglie di carri armati che si svolsero fin dai primi giorni dell'invasione rivelarono ai tedeschi una generazione di mezzi pesanti sovietici, quali il KV-1, superiori per corazzatura e armamento al Panzer IV, in quel momento il veicolo blindato più potente in dotazione all'Heer. Gli esemplari catturati furono inviati in Germania e la Krupp ne intraprese lo studio per progettare un carro armato superpesante che avrebbe dominato i corazzati sovietici.
Nel novembre 1941 furono stimate alcune caratteristiche del nuovo mezzo: fu prevista una corazzatura frontale spessa 140 mm e laterale da 100 mm, per un peso complessivo di circa 90 tonnellate. Ciò consigliò l'uso del motore Daimler-Benz da 1.000 hp installato sulle Schnellboote della Kriegsmarine, che fu previsto avrebbe garantito una velocità massima di circa 44 km/h. L'equipaggio sarebbe stato composto da cinque uomini, tre in torretta e due nello scafo. All'inizio del 1942 la Krupp fu incaricata di progettare il Panzer VII, designato con la sigla provvisoria VK 7201 e a cui fu dato il nome Löwe (leone in tedesco): la ditta basò i disegni su quelli del VK7001, progetto alternativo al Panzer VIII Maus pensato dall'ingegnere Ferdinand Porsche, e stabilì che si sarebbe usato il maggior numero possibilie di componenti del Panzer VI Tiger II per semplificare la produzione.
Inizialmente furono previste due versioni del Löwe, una da 76 tonnellate e l'altra da 90 tonnellate, quest'ultima selezionata da Adolf Hitler per ulteriori sviluppi; poi tra il febbraio e il maggio 1942 furono proposti sei differenti impostazioni nessuna delle quali fu accettata. Nel frattempo, il 6 marzo 1942, l'esercito aveva inviato specifiche per un carro armato diverso e ancor più pesante. Ogni lavoro sul Panzer VII Löwe ebbe termine nel luglio 1942, cedendo il passo allo sviluppo del Panzer Maus.

## Versioni

### Leichter Löwe
Il modello leichter ("leggero") del Löwe avrebbe avuto una torretta montata al centro dello scafo, sede per un cannone da 105 mm da 70 calibri di lunghezza e una mitragliatrice coassiale; fu previsto un equipaggio di cinque uomini. Con una corazzatura frontale spessa 100 mm e un peso stimato in 76 tonnellate, fu calcolato che il leichter Löwe avrebbe potuto raggiungere la velocità massima di 27 km/h. Non fu costruito nessun prototipo.

### Schwerer Löwe
Il modello schwerer ("pesante") del Löwe ebbe una corazzatura frontale incrementata a 120 mm e la torretta spostata nel rentro dello scafo: l'armamento rimase invariato, così come la consistenza dell'equipaggio. L'aumento del peso a 90 tonnellate, tuttavia, ridusse la velocità 23 km/h. Questa versione fu preferita da Hitler alla precedente, che però impose di riprogettare la torretta per ospitare un cannone da 150 mm, forse il KwK 44 L/38; ordinò inoltre di portare di nuovo a 140 mm la corazzatura anteriore. Fu infine pianificato di adottare cingoli larghi 900 o 1000 mm, per meglio distribuire la massa del carro sul terreno e garantire migliori prestazioni, e potenziare il propulsore per raggiungere i 30 km/h di velocità massima. Anche questa variante del Löwe rimase allo stadio progettuale.

### Terza versione
Nel tardo 1942, mentre progredivano i lavori sul futuro Tiger II, il colonnello Fichtner contattò la Henschel & Sohn per rivedere il progetto del Löwe. Tale terza variante del Panzer VII prevedeva l'installazione in torretta di un cannone KwK 43 da 88 mm L/71, una corazzatura frontale da 140 mm (come voluto da Hitler), l'adozione di un motore Maybach HL 230 PL a 12 cilindri da 800 hp e un equipaggio di cinque uomini. Il peso fu calcolato in 90 tonnellate e la velocità massima in circa 35 km/h; lunghezza di 7,74 metri compreso il cannone, altezza di 3,08 metri e larghezza di 3,80 metri. Sebbene i vertici dell'esercito avessero pensato di rimpiazzare il Tiger II con quest'ultimo Löwe, ancora una volta del carro non fu costruito neppure un simulacro e il progetto fu accantonato.